# Calle de Carretas (Madrid)
La calle de Carretas es una de las calles de Madrid (España) que comienzan en la Puerta del Sol. Su nombre se debe a la guerra de las Comunidades de Castilla, cuando para defender la ciudad se colocaron en ella como parapeto unas carretas para su mejor defensa.

## Historia

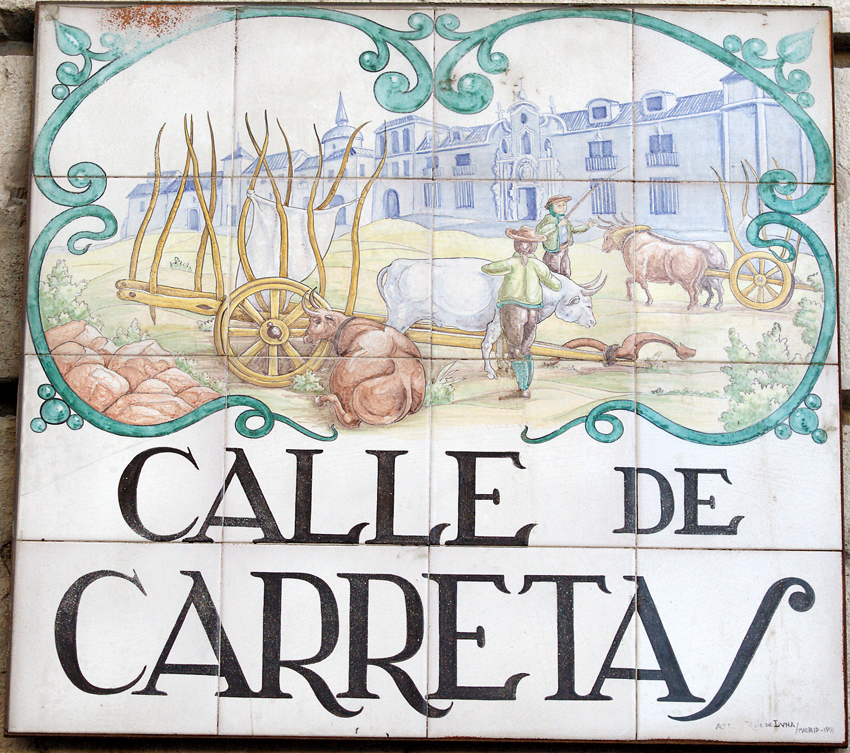
Placa de azulejos del Callejero Histórico, obra del ceramista Ruiz de Luna.

En 1834, las calles de Carretas y Montera fueron las primeras pavimentadas y empedradas con acera. Más tarde, a finales del siglo XIX, la calle se hizo famosa por la cantidad de tiendas especializadas en aparatos de ortopedia.
Fue también calle de librerías (como la de Escamilla). En su momento fue uno de los trayectos típicos de la procesión del Corpus en Madrid. Al final de la calle había una casa de cambios muy popular, denominada la lonja del Almidón. 

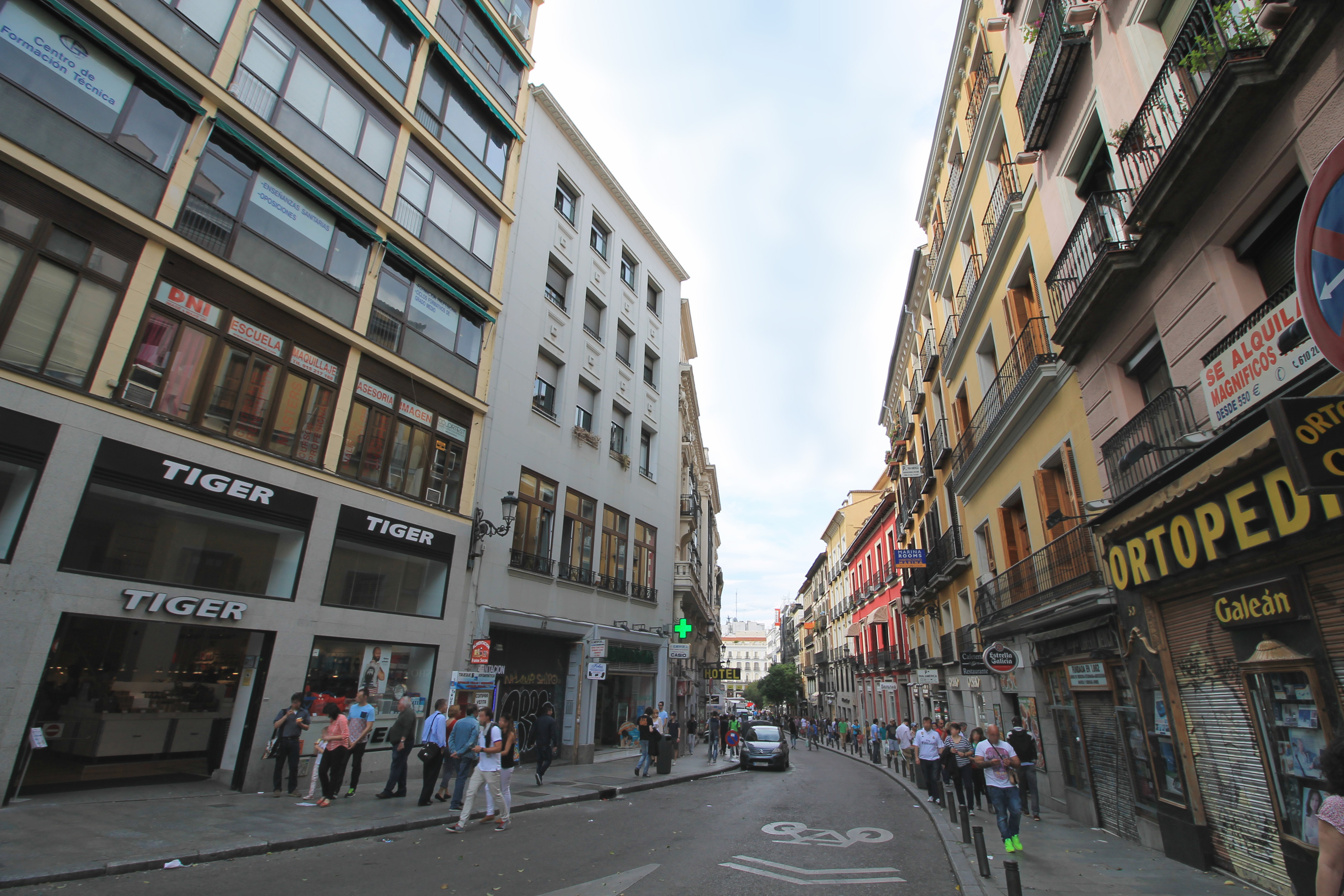
Vista de la calle en 2015, abierta entonces al tráfico rodado.

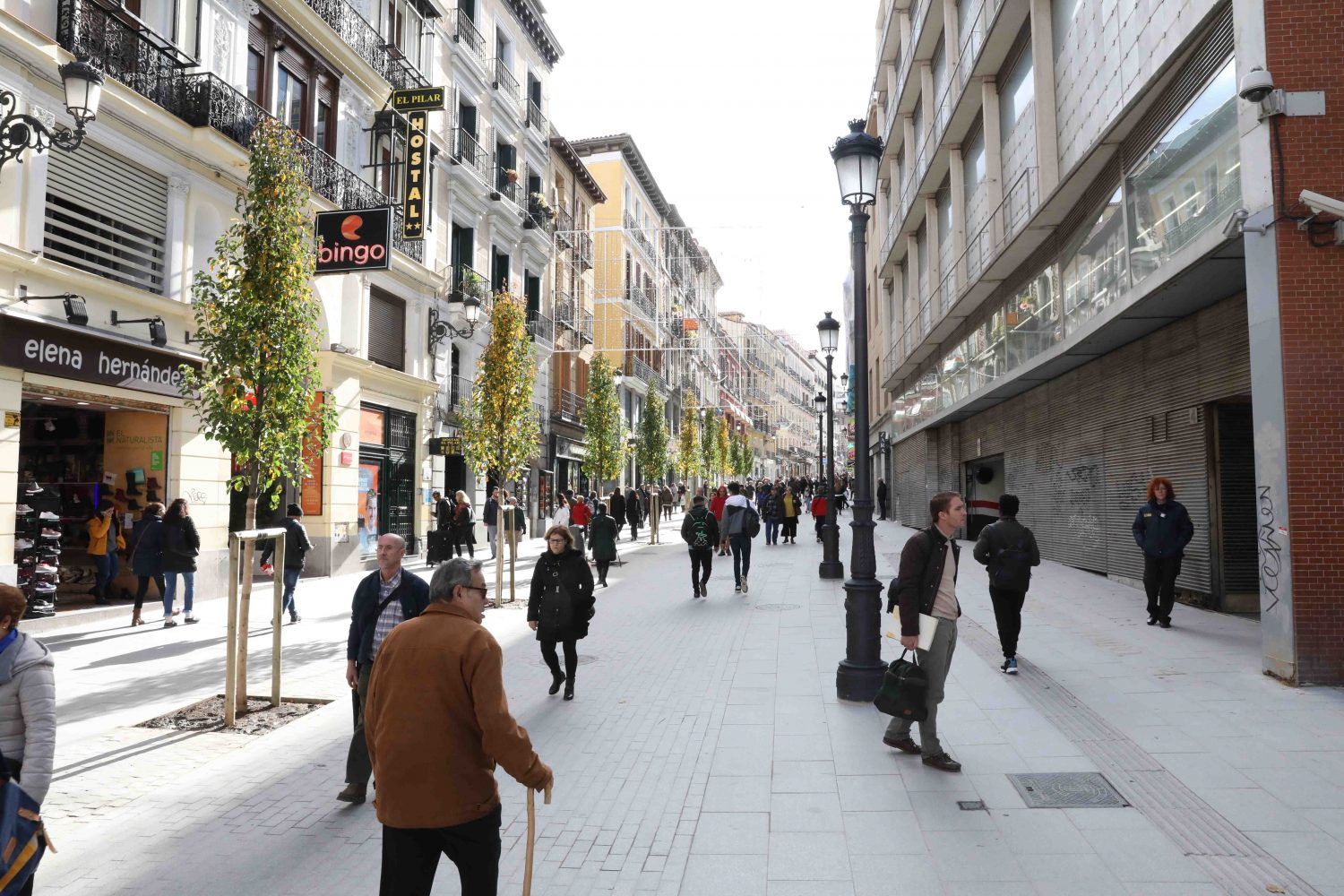
Vista de la calle peatonalizada en 2018

El 16 de febrero de 2018 comenzaron las obras de remodelación de la calle para convertirla en una calle peatonal y así dar continuidad al eje comercial peatonal norte-sur formado por las calle de Fuencarral y Montera. Las obras de peatonalización de la calle, de 224 metros de longitud, finalizaron el 21 de noviembre del mismo año.

### Los cafés
El Café Pombo (aparece también como Antiguo Café y Botillería de Pombo) fue un café madrileño situado en el número 4 de la calle Carretas. Lugar de cita para artistas que se llegaría a hacer famoso cuando, a partir de 1912, el escritor Ramón Gómez de la Serna decidió celebrar en él su tertulia literaria de los sábados por la noche, denominada La Sagrada cripta del Pombo, y que se mantuvo hasta el año 1942.
Otro local, histórico a su manera, fue el Café La Juventud, abierto en los primeros años del siglo XX, y que disponía, como muchos locales similares en aquel tiempo, de un escenario; en él se dieron a conocer cómicos como Loreto Prado y Enrique Chicote. Más tarde, el edificio se convirtió en el Teatro Romea, que fue derrumbado poco antes de la guerra civil española. Además, en esta calle existían diversas tabernas de la época.

### En la zarzuela
- El maestro Ruperto Chapí le dedicó una de sus zarzuelas de ambiente castizo, que tituló precisamente La calle de Carretas, estrenada en 1881.